# 伏毛虎耳草
伏毛虎耳草（学名：Saxifraga strigosa）为虎耳草科虎耳草属下的一个种。

## 扩展阅读
- 維基物種上的相關：伏毛虎耳草